# Uri Šerki
Rabi (rav) Uri Šerki (hebrejsky אורי עמוס שרקי, Uri Amos Šerki) (narozen 1959, v Alžírsku) je jeden z nejvýznamnějších současných izraelských rabínů.
Vede hebrejskojazyčné oddělení ješivy Machon Me'ir a centrum výuky judaismu francouzského oddělení téže ješivy. Je rabínem komunity při synagoze Bejt Jehuda v jeruzalémské čtvrti Kirjat Moše. Dále vyučuje judaismus širokou (i sekulární) veřejnost v centru Roš Jehudi, v ruskojazyčném vzdělávajím centru Machanajim a jinde. Je autorem halachické příručky pro noachidy s názvem Brit šalom. Halacha lema'ase livnej Noach (ברית שלום׃ הלכה למעשה לבני נוח), která původně vyšla v hebrejštině – publikace byla v roce 2020 vydána v anglickém jazyce pod názvem Brit Shalom. Covenant of Peace. Practical Application of Noahide Laws a je postupně překládána i do dalších jazyků. V češtině vyšla v roce 2021 pod názvem Brit šalom. Smlouva míru. Noachidská přikázání pro běžný život a text jejich jednotlivých kapitol je dostupný též na internetových stránkách.
Patří mezi hlavní osobnosti nábožensko-sionistické frakce Likudu.